# Melica schafkatii
Melica schafkatii là một loài thực vật có hoa trong họ Hòa thảo. Loài này được Bondarenko mô tả khoa học đầu tiên năm 1968.